# Веселе (Широколанівський район)
Зульц (нім. Sulz; Малашевське, Сульц, Жульц, Шульцово, Шульцова, Веселе) — покинуте німецьке село у Широколанівському районі Миколаївської області. Існувало вздовж східного берега річки Березань, відразу ж на південний схід від села Ландау.

## Історія
Село заснували 1809 року німецькі емігранти-римокатолики з долини Березані, що тоді належала до Херсонської губернії Російської імперії. Назва колонії походить від назви німецького села Зульц в Ельзасі. Засновниками були 68 католицьких родин із Баварії (5), Рейнланд-Пфальцу (43) та Ельзасу (20). Більшість з перших поселенців померло від поганої води. Німецьке населення займалося виноробством. З другої половини ХІХ століття в селі працювали три приватні черепично-цегляні заводи. Заводи були відомі завдяки глазурованій черепиці, глазур якої мала характерний зелений колір.
У 1819 році була побудована перша будівля католицького молитовного будинку. У 1863 р. громада побудувала на власні кошти новий храм, який у 1896 році був освячений у самостійну парафіяльну церкву.
Перша школа була відкрита в селі у 1828 році. У 1895 р. у ній навчалося 155 учнів (85 хлопчиків і 70 дівчаток). Навчання велося німецькою мовою.
На 1895 р. у колонії було понад 200 дворів і проживало 2179 мешканців (1135 чоловіків і 1044 жінки). Була діюча метеорологічна станція, сирітська допоміжна каса, школа, 7 торгових лавок, корчма, винні погреби, черепично-цегельні заводи тощо.
7 (20) листопада 1917 року, відповідно до Третього Універсалу Української Центральної Ради, увійшло до складу Української Народної Республіки.  
Станом на 1926 р., було центром сільради, входячи до Карл-Лібкнехтівського німецького району Миколаївської округи УСРР. Мешканці села зазнали масових репресій від більшовиків. Перші репресії розпочалися ще у 1927 році. З 1930 р. починаються майже щорічні арешти жителів колонії.
Після початку радянсько-німецької війни 11–12 серпня 1941 року німецько-румунські війська окупували територію села. За німецько-румунською угодою територія півдня України від Дністра до Південного Бугу була включена до складу румунського королівства — так звана «Трансністрія» («Задністров'я»). З німецьких сіл і хуторів було вигнано українців і росіян, а євреїв фізично знищено.
Поселення спустіло після того, як останніх німецьких жителів прогнали з даної місцевості в 1944 році радянські війська, що тоді наступали. Значна частина місцевих німців покинула село, відступивши до Німеччини, але більшість у другій половині 1944—1945 рр. було депортовано до Казахстану, Середньої Азії та Сибіру на підставі директиви НКВС СРСР від 11.10.1945 р. У спорожнілі села прибули українці із сусідніх сіл і хуторів та переселенці із Західної України та Польщі.
У 1945 році село було перейменовано на Веселе.
Наприкінці 1940-х років колгосп імені Карла Маркса села Веселе стає другим колгоспом-мільйонером у Широколанівському районі. У 1951 р. колгосп отримав більш ніж мільйон карбованців прибутку, з яких більше за половину — від продажу бавовни.
Село Веселе не збереглося, у 1950-х роках селян було переселено, а на його місці утворено Широколанівський військовий полігон.

## Персоналії
- Малішевська Вікторія Антонівна (1922—2010) — радянська та українська вчена, доктор медичних наук.